# Recanto Verde (Timóteo)
Recanto Verde é um bairro do município brasileiro de Timóteo, no interior do estado de Minas Gerais. Localiza-se no distrito-sede, estando situado na Regional Leste. Segundo o censo demográfico de 2022, realizado pelo Instituto Brasileiro de Geografia e Estatística (IBGE), sua população era de 4 585 habitantes e havia 1 611 domicílios particulares permanentes ocupados.
De acordo com o IBGE, em 2010 a população era de 5 415 habitantes e havia 1 732 domicílios particulares.
Está situado em uma região de vizinhança da mata do Parque Estadual do Rio Doce (PERD). Possui áreas de ocupação desordenada por população carente com escassez de serviços básicos e vias pavimentadas e corresponde a um dos bairros mais violentos da cidade.